# العلاقات الرواندية البيلاروسية
العلاقات الرواندية البيلاروسية هي العلاقات الثنائية التي تجمع بين رواندا وروسيا البيضاء.

## مقارنة بين البلدين
هذه مقارنة عامة ومرجعية للدولتين:
| وجه المقارنة                                              | رواندا                                        | روسيا البيضاء                    |
| --------------------------------------------------------- | --------------------------------------------- | -------------------------------- |
| المساحة (كم2)                                             | 26.34 ألف                                     | 207.60 ألف                       |
| عدد السكان (نسمة)                                         | 12.21 مليون                                   | 9.50 مليون                       |
| الكثافة السكانية (ن./كم²)                                 | 463.55                                        | 45.76                            |
| العاصمة                                                   | كيغالي                                        | مينسك                            |
| اللغة الرسمية                                             | اللغة الكينيارواندا، لغة إنجليزية، لغة فرنسية | اللغة البيلاروسية، اللغة الروسية |
| العملة                                                    | فرنك رواندي                                   | روبل بلاروسي                     |
| الناتج المحلي الإجمالي (بليون دولار)                      | 9.14 مليار                                    | 54.44 مليار                      |
| الناتج المحلي الإجمالي (تعادل القوة الشرائية) بليون دولار | 20.46 مليار                                   | 168.35 مليار                     |
| الناتج المحلي الإجمالي الاسمي للفرد دولار أمريكي          | 697                                           | 5.74 ألف                         |
| الناتج المحلي الإجمالي للفرد دولار أمريكي                 | 1.66 ألف                                      | 18.18 ألف                        |
| مؤشر التنمية البشرية                                      | 0.483                                         | 0.798                            |
| رمز المكالمات الدولي                                      | +250                                          | +375                             |
| رمز الإنترنت                                              | .rw                                           | .by، .бел                        |
| المنطقة الزمنية                                           | ت ع م+02:00                                   | ت ع م+03:00                      |

## منظمات دولية مشتركة
يشترك البلدان في عضوية مجموعة من المنظمات الدولية، منها:
| علم المنظمة | اسم المنظمة                               | تاريخ انضمام رواندا | تاريخ انضمام روسيا البيضاء |
| ----------- | ----------------------------------------- | ------------------- | -------------------------- |
|             | مؤسسة التمويل الدولية                     | 6 نوفمبر 1975       | 2 نوفمبر 1992              |
|             | منظمة حظر الأسلحة الكيميائية              | ?                   | ?                          |
|             | الأمم المتحدة                             | 18 سبتمبر 1962      | 24 أكتوبر 1945             |
|             | الاتحاد الدولي للاتصالات                  | 12 ديسمبر 1962      | 7 مايو 1947                |
|             | منظمة الشرطة الجنائية الدولية             | ?                   | ?                          |
|             | البنك الدولي للإنشاء والتعمير             | 30 سبتمبر 1963      | 10 يوليو 1992              |
|             | الاتحاد البريدي العالمي                   | ?                   | ?                          |
|             | المركز الدولي لتسوية المنازعات الاستشارية | 14 نوفمبر 1979      | 9 أغسطس 1992               |
|             | وكالة ضمان الاستثمار متعدد الأطراف        | 27 سبتمبر 2002      | 3 ديسمبر 1992              |
|             | يونسكو                                    | 7 نوفمبر 1962       | 12 مايو 1954               |

## وصلات خارجية
- موقع وزارة الخارجية الرواندية
- موقع وزارة الخارجية البيلاروسية